# David Wineland
David Jeffrey Wineland (Milwaukee, 24 de febrer de 1944) és un físic estatunidenc. Treballa al laboratori de física de l'Institut Nacional d'Estàndards i Tecnologia (NIST) a Boulder (Colorado) i la seva feina se centra sobre òptica, sobretot el refredament mitjançant un làser dels ions i també l'ús dels ions atrapats per a dur a terme operacions de càlcul quàntic. Va rebre el Premi Nobel de física el 9 d'octubre de 2012 conjuntament amb el francès Serge Haroche.